# Saint-Michel (Gers)
 Saint-Michel  (en occitano Sent Miquèu) es una población y comuna francesa, ubicada en la región de Mediodía-Pirineos, departamento de Gers, en el distrito de Mirande y cantón de Mirande.
Su población municipal en 2008 era de 262 habitantes.
Está integrada en la Communauté de communes Vals et Villages en Astarac.

## Demografía
| 552 | 483 | 558 | 592 | 1 020 | lac. | 1 082 | 879 | 878 | 798 | 737 | 714 | 678 | 708 | 716 | 661 | 613 | 558 | 548 | 530 | 519 | 505 | 445 | 464 | 429 | 393 | 395 | 373 | 353 | 316 | 276 | 241 | 262 |
| Para los censos de 1962 a 1999 la población legal corresponde a la población sin duplicidades (Fuente: INSEE [Consultar]) |     |     |     |       |      |       |     |     |     |     |     |     |     |     |     |     |     |     |     |     |     |     |     |     |     |     |     |     |     |     |     |     |